# Unidá

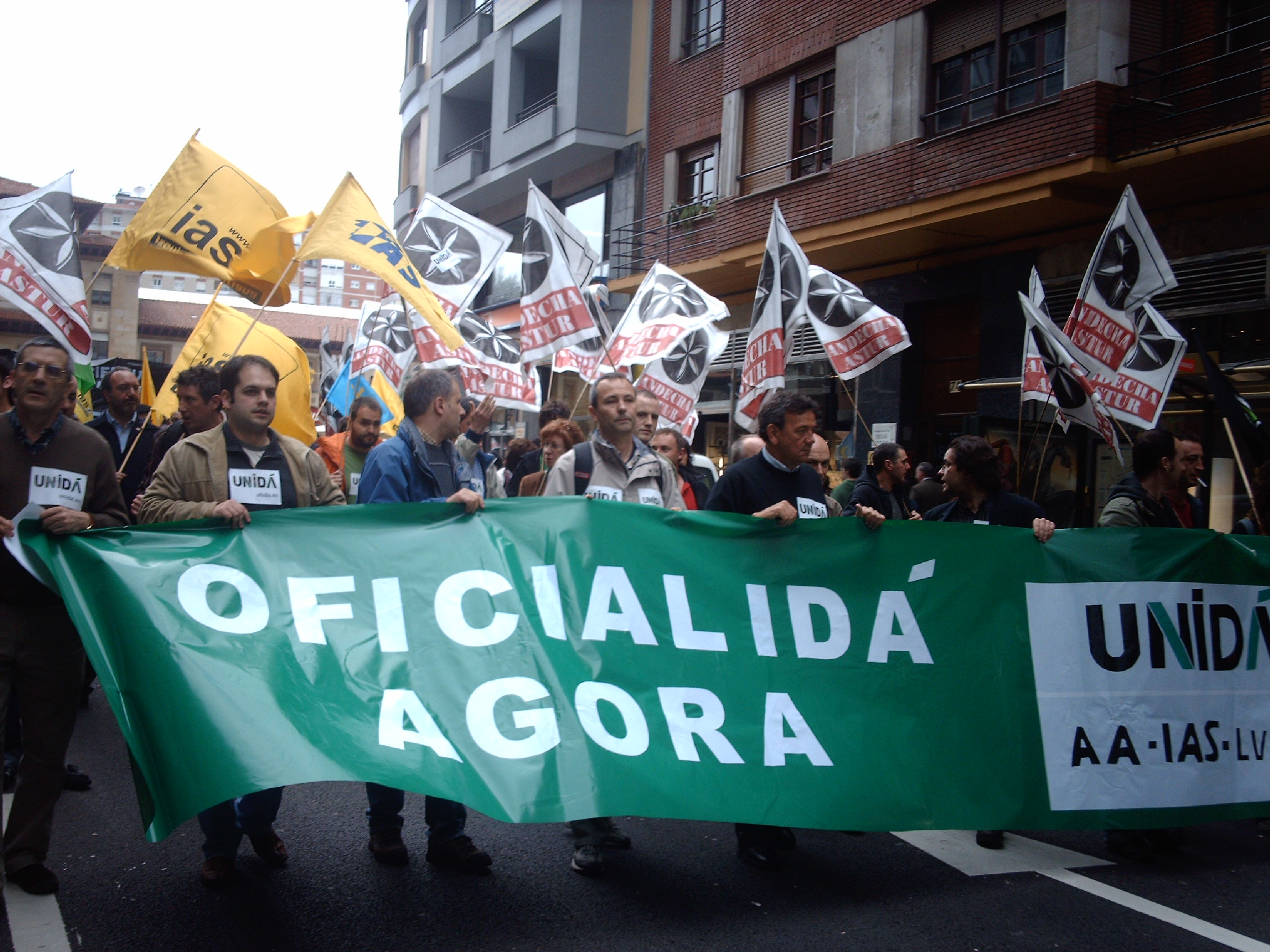
Unidá en la manifestació del "día de les lletres asturianes" de 2007

Unidá fou una federació de partits formada per Izquierda Asturiana, militants provinents de Andecha Astur (després d'una divisió en el partit que es manté en els jutjats), i pels partits locals Andecha por Carreño, Asturianistes por Nava i Asturianistes por Piloña, a més de formacions locals amb el nom de Unidá com Unidá-Avilés o Unidá-Uviéu. Aquesta organització era de caràcter nacionalista asturiana, d'esquerra i ecologista, per a les eleccions autonòmiques i municipals de maig de 2007 es va presentar com coalició amb altre partit més, Los Verdes-Grupu Verde que abandonaria la formació mesos després.
La coalició es constituïa definitivament a l'abril de 2007. En el mateix mes presenten oficialment al seu candidat a la Junta General, Ignaciu Llope. Així mateix, marquen les línies generals del seu acord programàtic, que incloïen la defensa de la llengua, cultura i identitat asturiana; la lluita contra la crisi econòmica i laboral que sofreix Astúries, així com la corrupció en certs nivells i els atemptats ecològics que creuen que provoca el govern actual; i, en general, la implantació d'un nou model de desenvolupament territorial, a partir d'un nou Estatut d'Autonomia que suposi una ampliació important de l'actual, i una aposta per una opció que de continuïtat a una unitat que creuen que el nacionalisme asturià d'esquerra necessitava des de feia anys.
Els seus resultats en les autonòmiques de 2007 van ser modests, si bé es va tractar dels més alts en la història del nacionalisme d'esquerra a Astúries, amb 4.119 vots (0,7%). Mentre, en les municipals, la coalició, gràcies a les seves agrupacions locals, va obtenir quatre regidors: dos a Nava (Asturianistes por Nava), un a Carreño (Andecha por Carreño) i un altre a Piloña (IAS-Asturianistes), on un pacte de govern va atorgar a més a la formació tres regidories i la tinença d'ajuntament. Aquests també són els millors resultats mai obtinguts per una opció política d'aquest tipus.
Després de les eleccions generals espanyoles de 2008, es va refundar recuperant el nom històric del desaparegut Unidá Nacionalista Asturiana (UNA), convertint-se en una federació de partits. A les eleccions autonòmiques espanyoles de 2011 es van presentar en coalició amb Bloque por Asturies.